# Halmdocka
Halmdocka (halmfigur, halmgubbe), engelska straw-man argument, är en form av argumentationsfel. Halmdockan består i att debattören först bygger en nidbild av motståndarens åsikter och argument och sedan argumenterar mot denna nidbild.
De förvrängda argumenten framställs som absurda och blir därför lätta att argumentera mot. De verkliga argumenten låtsas debattören inte ha hört. Halmdockor kan leda till att en debatts fokus fjärmar sig från kärnfrågan. Jämför rävsax.
Motsatsen till en halmdocka är en steelman (stålfigur), en förstärkt variant av motståndarens argument, där svagare delar har skalats bort. Att själv formulera en sådan variant gör det lättare att öva sig i att bemöta motståndarens argument.

## Sätt att göra halmdockor av motståndare

### Omskrivning
Att förvränga motståndarens argument genom att ta fasta på andra eller färre saker än motståndaren tänkt sig.

### Reducering
Att bortse från motståndarens nyanseringar, reservationer och fördjupande kommentarer, så att dennas argument reduceras till mer begränsade och onyanserade än motståndaren tänkt sig.

### Tillskrivning
Att tillskriva motståndaren åsikter som är extrema, mindre nyanserade.

## Olika former av halmdockor
- En överdriven förenkling av motståndares argument.
- Ett citat från motståndaren tagen ur kontext, framförallt citat som inte är representativa för motståndarens åsikter.
- Att inrikta sig enbart på en dålig försvarare av en ståndpunkt, vederlägga just denna debattörs argument och sedan låtsas som om ståndpunkten i sig är vederlagd/motbevisad.[förtydliga]
- Att hitta på en fiktiv person som sedan får representera en grupp personer till vilka debattören är kritisk.[förtydliga]

## Exempel
- Argument: Jag tycker inte att barn ska leka på trafikerade gator.
- Halmdocka från motdebattören: Jag tycker att det vore vansinne att hålla barnen inomhus hela dagarna!

Genom att insinuera att A:s argument är mer radikalt än vad det egentligen är har B flyttat debattens fokus och undvikit kärnfrågan. Halmdockan här består i att B:s argument förutsätter att ”det enda sättet att hindra barn från att leka på trafikerade gator är att hålla dem inomhus hela dagarna”.

## Källhänvisningar
1. ↑  ”Nyordslistan 2015”. Språkrådet. Arkiverad från originalet den 2 februari 2017. https://web.archive.org/web/20170202053753/http://www.sprakochfolkminnen.se/download/18.6f2278bb15920f84cbe1f/1482320565466/Nyordslistan2015.pdf. Läst 24 januari 2017.
2. ↑  ”Halmgubbe”. Språktidningen (7). 2015. http://spraktidningen.se/artiklar/2015/09/halmgubbe. Läst 4 maj 2019.
3. ↑  Chris Meyer. ”Steelmanning: How to Find the Truth by Helping Your Opponent”. The Mind Collection. https://themindcollection.com/steelmanning-how-to-discover-the-truth-by-helping-your-opponent/. Läst 27 november 2024.
4. 1 2 3  Yvonne Hirdman (2000). ”Till kritiken av kritiken”. Häften för kritiska studier (Föreningen Häften för kritiska studier) 2000 (2).